# 第5航空艦隊 (日本海軍)
第五航空艦隊（日语：／ Daigo Kōkū Kantai ?）是旧日本海軍的一支陆基海军航空兵编制。五航舰成立于太平洋战争末期，以自杀式攻击为主要作战方式。

## 历史
1945年2月9日，軍令部提议，为了防备敌军从九州方向的东海及西南诸岛发动攻击，应将第三航空艦隊的第25航空战队，以及聯合艦隊直属的第11航空战队，再加上若干三航舰的兵力，编组成一支新的部队。2月10日，第五航空舰队成立。在此之前，军令部和联合舰队对于特攻作战（自杀式袭击）一直是默许的态度，但在五航舰成立时，军令部和联合舰队第一次明确训示，要以特攻为主进行编成，而首任司令长官宇垣纏海军中将也在全舰队内贯彻特攻作战思想。

## 编制
1945年2月10日，新编成时
- 直属：九州海军航空队、西南诸岛海军航空队、第203海军航空队（日语：厚木海軍航空隊）、第701海军航空队（日语：豊橋海軍航空隊）、第721海军航空队（日语：第七二一海軍航空隊）、第762海军航空队（日语：第七六二海軍航空隊）、第801海军航空队（日语：横浜海軍航空隊）、第1022海军航空队

## 司令长官
1. 宇垣纏海军中将：1945年2月10日 -
2. 草鹿龍之介海军中将：1945年8月17日 - 1945年10月10日[5]

## 参谋长
1. 横井俊之（日语：横井俊之）海军少将：1945年2月10日 -